# Pedrosa del Rey
Pedrosa del Rey est une commune de la province de Valladolid dans la communauté autonome de Castille-et-León en Espagne.

## Histoire

Pendón (es) de Pedrosa del Rey.

## Sites et patrimoine
Les édifices les plus caractéristiques de la commune sont :
- Église Saint Michel l'Archange (San Miguel Arcángel)
- Chapelle Nuestra Señora de Gracia